# 耶稣会
耶稣会（拉丁語：Societas Iesu，簡寫為或）是天主教會的主要男修会之一，1534年8月15日由依納爵·羅耀拉與方濟·沙勿略、伯鐸·法伯爾等人共同於巴黎成立，出於反宗教改革的需要，重視神學教育、對教會的忠誠度以及向青年傳教，發願守貞、神貧，並要求會士对修会及聖座的命令绝对服从。
耶穌會除了協助祈祷、从事社工慈善，拯救貧困之外，最大的特色是興學，他們首先在歐洲興辦許多大學、高中，是現今世界最大的辦學團體之一；培養出的學生除神職人員以外，也大多活躍於西方政界與知識份子階級，著名者有笛卡兒等。第266任教宗方濟各即為耶穌會會士，為首位耶穌會出身的教宗。
目前耶穌會大約有兩萬名會士，在超過112个国家活动，加入耶稣会比加入其它修会困難，要受到更長時間的考驗。申請入會者可選擇成為神父或終身修士，但兩者的培育過程相同，不但要取得神學學位，而且还要有另一個世俗科目的大学学士毕业文凭。耶穌會特有的靈修方式稱為「神操」，是羅耀拉所創。由於耶穌會重視教育事業，許多耶穌會會士擁有博士學位、甚至在大學執教，會中更有許多不同領域的專精人才。
耶穌會格言是「愈顯主榮」（拉丁語：Ad Majorem Dei Gloriam），这句话往往被缩写为。。
會徽下方是紀念基督信仰中釘死耶穌的三根釘子，上方的IHS則是耶穌希臘文寫法（ΙΗΣΟΥΣ）的前三個字母（的寫法往後演變成拉丁字母的S），亦有「耶穌是人類救主」之義（拉丁語：Jesus Hominum/Hierosolymae Salvator）。與其他歷史較久的修會不同，耶稣会無會衣，一般只在會士姓名後面加上“SJ”的後綴，以表明其身份。

## 历史

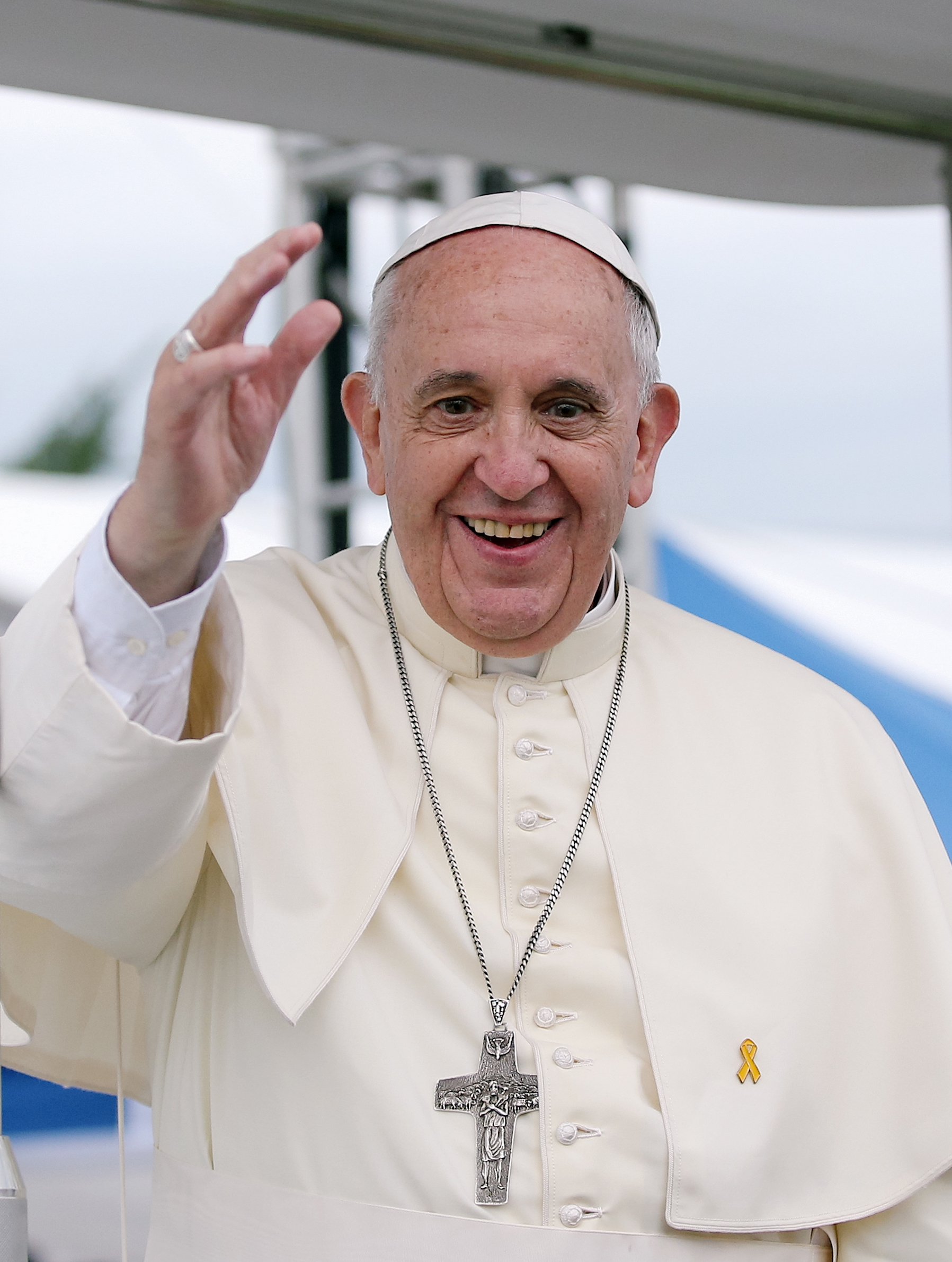
教宗方濟各是第一位耶穌會教宗

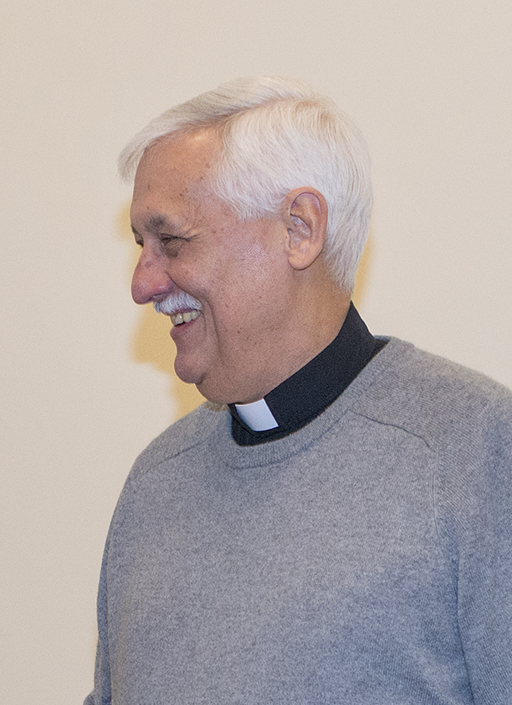
現任總會長阿圖羅·索薩神父

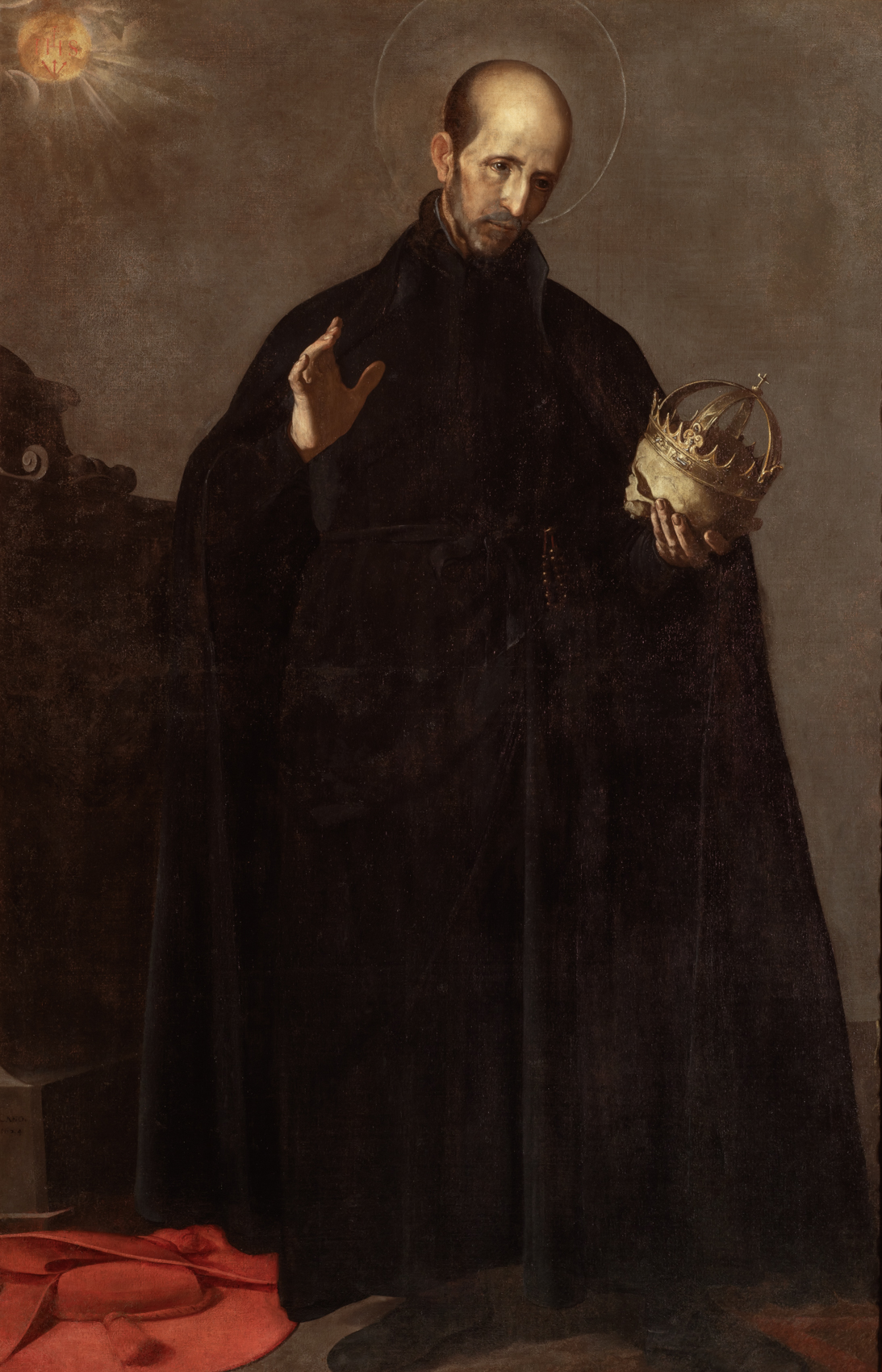
第四任總會長聖法蘭西斯科·德·波吉亞神父

### 修会的成立
16世纪后，隨著宗教改革的浪潮，天主教受到新教的冲击非常大，天主教内产生了一股维新改革的思想，耶稣会的成立即是这股维新势力的一部分。耶稣会是由西班牙巴斯克贵族依纳爵·罗耀拉（1491年－1556年）创建的。罗耀拉在潘普洛纳与法军战斗的战斗中负伤，在养伤中他阅读了各种宗教的小册子，从而引起了信仰危机。他决心改变过去那种寻欢作乐和惹事生非的生活，献身于为天主服务中。
1534年，依纳爵·罗耀拉与其他6名巴黎大学的学生，在巴黎郊外圣但尼小教堂的地下室成立了耶稣会。宗旨即是由内部改革天主教會，同时希望能以此获得更靠近耶稣的地位。由於罗耀拉軍事背景的關係，他規定修会的成员必须对教廷與修会绝对服从。
1540年，教宗保禄三世认可耶稣会是天主教的一个正式修会。此后，这个修会发展很快，不久就在多个国家活动。但在1759年，葡萄牙驱逐耶稣会，1762年，法国国会取缔耶稣会，1767年西班牙驱逐耶稣会，三国君主呼吁教宗取缔耶稣会，被教宗克萊孟十三世抵制。1772年，下一任教宗克萊孟十四世宣布取缔耶稣会。1814年，教宗庇护七世又予恢复。

### 教育
基督教人文主义思想对耶稣会士产生了深远影响，这体现在其系统教育与学习计划中。
耶稣会为使其成员能有效地在社会生活中发挥作用，特别注意耶稣会士的教育。此培训往往长达15年之久，学习各种语言、文学、哲学、神学、法学、医学以及自然科学知识。在两年的见习期（noviceship）即初学阶段，入会人员要过着一种严格的耶稣会士生活，即祷告、团体生活、修有关历史、会宪、发愿等方面的使徒体验课，还有要做30日的神操课。
入会的初学生（novices）在结束了两年的初学培育，他们要公开发贞洁、神贫、听命三愿。发愿之后他就成为一个耶稣会世俗助手（lay brothers）或进入研究学者（formed scholastics）阶段，花3－5年研究文学和哲学，同时不断进行简单的发誓。此后，研究学者还要在特定的教廷职务上工作2－3年，通常是在中学任教。
这以后进入为期4年的神学研究阶段，接著是严格的考试；考试通过者可成为耶稣会正式会员。若要成为耶稣会神父，还需有资格特别发第四愿：效忠教宗。

### 争议
耶稣会的宗旨是绝对效忠天主教会和教宗，降服一切“异端”，其实主要是遏止宗教改革的新教勢力擴張。在反宗教改革風潮下的耶稣会认为「耶穌的天国」即包含在以教宗为代表的天主教會之内，除此以外都是异端，因此对信義宗、加尔文派、烏利希·慈運理等各派都必须设法消灭。他们甚至认为只要目的是为了维护教廷礼仪就可以不择手段。许多耶稣会的成员担任了异端裁判所的法官。异端裁判所成立于1542年，目的是铲除任何地方出现的异端学说。其他耶稣会的成员创建了学校，培养新一代神父和世俗民众对神学的确信和信心，这使得新教徒感到十分恐惧。耶稣会会士和外交官主要负责消灭奥地利、巴伐利亚和波兰这些国家的新教派势力，在这里他们讓很多新教徒改宗天主教。耶稣会的活动在意大利、西班牙和葡萄牙等地迅速推进。到十六世纪下半叶成了对抗宗教改革的主要勢力。甚至有陰謀論聲稱耶穌會策劃了英國女王的暗殺活動。並認為教宗克萊孟十四世於1773年被迫解散耶稣会就是因為這些舉動。

## 莫林納主義
莫林納主義（Molinism）為耶穌會神學家路易斯·德·莫林納（Luis de Molina）所創，又稱莫利納主義、莫連那主義、莫林那主義、莫林主義。莫林納認為，藉著天主的「中間知識」，天主在不剝奪個人自由意志的狀況下，依然給人類安排好了命運。莫林納主義一度是耶穌會信仰的救贖論。

## 传教
耶稣会的教士曾到中国、日本、印度和美洲当传教士。
在巴拉圭，他们在1610年至1767年间建立耶穌會縮減地，以将基督社会体系引入印第安人社会中。
在欧洲，人们对耶稣会在南美洲的传教工作的态度并不一致，尤其西班牙和葡萄牙认为耶稣会妨碍他们的殖民主义行为。1767年，西班牙将在巴拉圭的耶稣会成员驱逐出境。

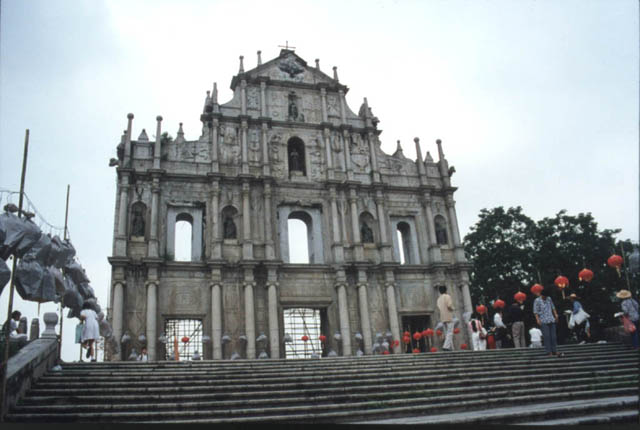
大三巴牌坊，耶穌會早期在澳門會院遺跡的一部分

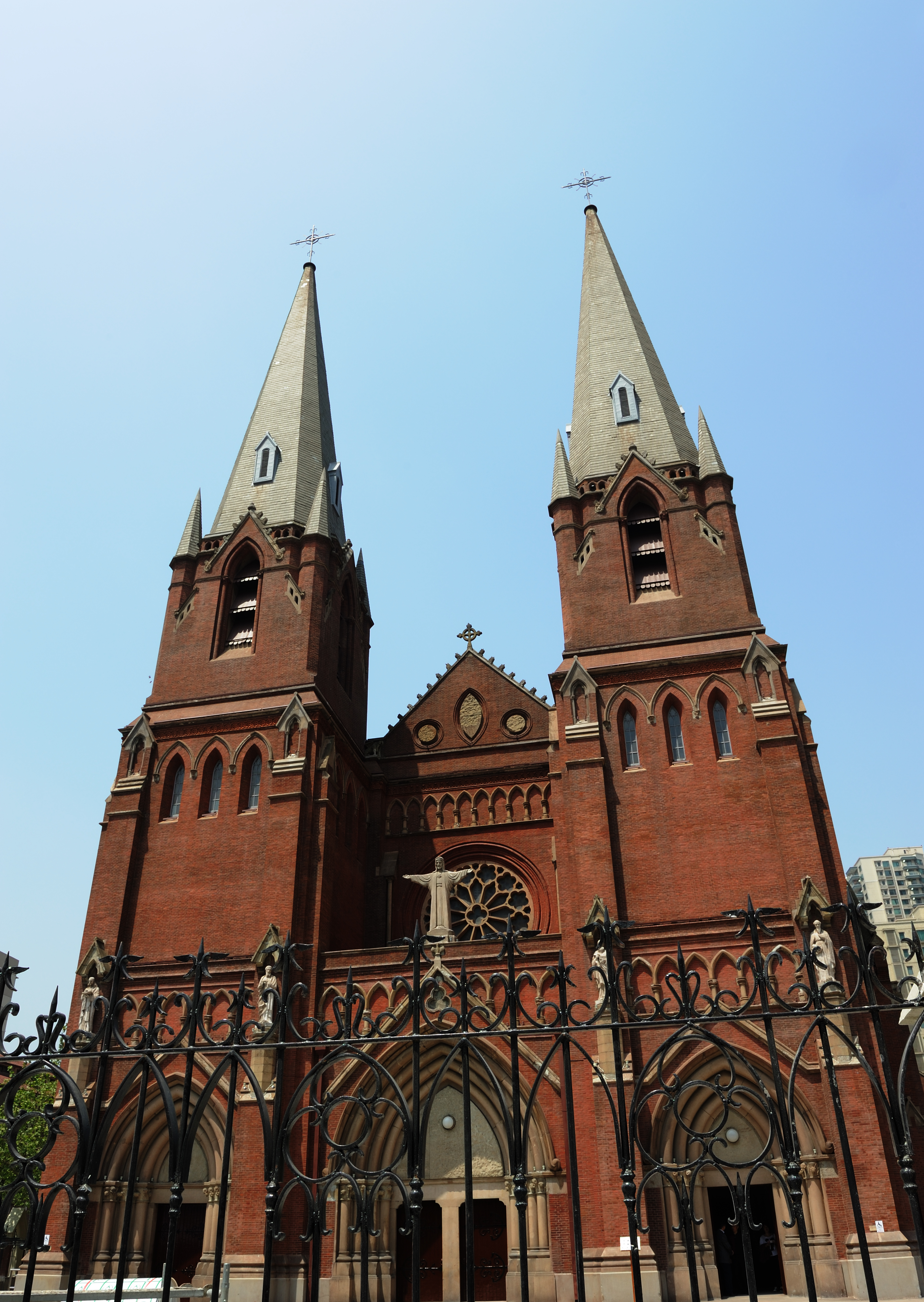
徐家匯聖依納爵座堂

### 耶穌會與華人地區
耶穌會成立之初，會祖聖依納爵·羅耀拉的摯友，被稱為東亞宗徒的沙勿略就到了印度、日本，但是没有能够进入中国本土，只遗憾的於1552年死在中國廣東沿海的上川島。
就在這一年，利瑪竇誕生，三十年後的1583年，作为耶稣会传教士的利瑪竇登陆廣東，在中國南方輾轉度過十八年後，終於在1601年進入北京。爾後十年，利瑪竇以其精湛的數學和天文知識，和对中國经典的通晓，在中國的知識份子中建立了良好的形象。這個模式也被其他許多相繼來華的耶穌會士採用。
1644年清兵入關，順治帝、康熙帝继续重用西方傳教士。耶稣会龙华民、邓玉函、湯若望、南懷仁等人相继服务于曆局和欽天監等政府機關；全國信徒有27萬。
1698年，耶稣会传教士巴多明（Dominique PARRENIN）来华。后来他介绍中国文化的书信，影响了法国启蒙运动学者伏尔泰。17世纪后期，耶稣会传教士是西方了解中国的最專業的人士。
中国礼仪之争之后，1724年，从雍正皇帝开始在全国查禁天主教，迫害教徒和传教士，但在北京宮廷裡仍留用一批耶穌會士，担任御前學者和藝術家。有義大利籍畫家郎世寧，和負責製作地圖的蔣友仁神父。
1773年7月，教廷宣布解散耶穌會。從明末到清初，耶穌會總共有472位會士在中國服務了190年。
1814年，耶穌會被教宗庇护七世重新恢復。
1842年7月11日，三位法國籍的耶穌會士南格禄（Fr. Claude Gotteland S.J.）、李秀芳（Benjamin Brueyre, S.J.）與艾方濟（Francois Esteve S.J.）重返中國，到达松江府辖境。
1847年，耶稣会在上海徐家汇（当时尚是郊外的一个村庄）正式建立传教中心，陆续建立起数所修道院、孤儿院、天文台、土山湾印书馆、气象台、博物院、藏书楼以及男女中学等；徐家汇圣依纳爵堂至今留存。1856年，教廷委托法国巴黎省耶稣会接管了由南京教区改制的江南宗座代牧区，辖境包括江苏、安徽两省。耶稣会以徐家汇为中心，逐渐将天主教传遍江苏、安徽两省，至1920年左右，信徒有20万人。
1856年，教廷委托法国香槟省耶稣会开始负责新成立的直隶东南代牧区。主教座堂最初位于威县赵家庄，不久迁移到献县张家庄，建造了华北著名的大教堂献县张庄耶稣圣心主教座堂和规模庞大的教会建筑群，是耶稣会继上海之后，形成的第二个在华传教中心。
在1900年的義和團事变中，直隶东南代牧区受到重创；5万多名教友中有5000多人丧生，其中有3000多名都是7月20日在景州朱家河同一日被杀。不过，事变后，直隶（河北）的天主教徒的增长速度愈加迅速。
1925年以前，在中国的2所天主教大学均为耶稣会创办：即1903年在上海创立震旦大學，1922年創立天津工商学院。1925年以后，中国共有3所天主教大学（仅在北京增设一所辅仁大学，本笃会创办，不久由圣言会接办）
1950年前，有913名耶稣会士在中国传教，占全世界（4650人）的1／5。他们在中国负责河北、江苏（含上海）、安徽3省的10个教区，五百多座教堂。
- 法国耶稣会神父集中在最早和最重要的2个教区：上海教区和献县教区。这2个教区在1950年以前，都改由中国主教负责。1949年，从上海教区分出的海州监牧区由法国耶稣会负责。
- 西班牙耶稣会神父负责的安徽省芜湖教区（由上海教区分出）和安庆教区（由芜湖教区分出）。
- 意大利耶稣会神父負責蚌埠教区（由芜湖教区分出）。
- 加拿大耶稣会神父負責徐州教区（由上海教区分出）。
- 匈牙利耶稣会神父負責大名教区（由献县教区分出）。
- 奥地利耶稣会神父负责景县教区（由献县教区分出）。
- 1928年，美国加利福尼亚省耶稣会士到中國，1931年在上海創辦金科中學及胶州路类思堂，在南京創辦弘光中學，并接管了上海两座外侨教徒集中的教堂：虹口耶穌圣心堂与蒲石路君王堂。1949年由上海教区分出的扬州监牧区也由美国耶稣会神父負責。
- 香港、澳門兩地也有耶稣会士的教育事業，除港九兩所華仁書院，香港大學利瑪竇宿舍，以及與旅港番禺會所合辦番禺會所華仁小學，還有澳門之海星中學及利瑪竇中學。香港的會士大多屬愛爾蘭籍，澳門的則屬葡萄牙籍。

1952年，中华人民共和国政府驅逐外籍教士。
由於天主教在中國大陆遭到中华人民共和国政府压制，包括耶穌會在内等天主教組織大多遷移至香港與台灣，繼續從事教務活動。
1960年在天主教會台灣地區主教團、聖言會及耶穌會合作之下，輔仁大學於臺北縣新莊鎮（今新北市新莊區）復校，成為全球十四所天主教大學之一。身為輔仁大學三大辦學團體之一，耶穌會負責管理輔仁大學的法律學院、管理學院以及社會科學院；此外，耶穌會在輔仁大學校區旁設置輔仁聖博敏神學院，該校曾長期附屬於輔仁大學之下，其學歷已在2011年獲中華民國教育部承認。
截至目前為止，耶穌會在台灣的行政組織，稱之為財團法人天主教耶穌會，地址是台北市和平東路1段183巷26號。
除了輔仁大學之外，耶穌會在台灣各地也開辦了新北市徐匯中學（在臺復校）與新竹縣內思高工兩所學校。此外，著名的媒體機關光啟社，以及台北市公館的耕莘文教院亦是耶穌會在台灣的分支機構。

### 耶穌會與日本
1549年8月15日，耶穌會創始人之一方濟各·沙勿略在一位日本朋友弥次郎的引介之下，携同两位耶稣会士（岛来斯神父、斐迪南修士）经麻六甲海峡，辗转抵达弥次郎的家乡－日本南部九州的鹿儿岛。成为第一位踏上日本国土的天主教传教士。同年底，鹿儿岛已经有一百五十人、附近地区有四百五十人领洗入教。
16世紀中叶的日本是个极端封闭的社会，所以当时的日本人对西方的新奇事物和信仰非常倾慕。加以当时的日本处在封建诸侯割据，各自为政的分裂局面，不少诸侯为了表示自己不受中央的指挥管辖，往往以选择信仰天主教来显示自己的独立自主。
1551年，山口领主大内义隆和丰后领主大友义镇都宣布天主教传教自由。因此，此後几十年间，日本皈依天主教的人数直线上升，九州和京都与东京一带奉教的人最多，总共达三十万。当时的罗马宗座视察员，意大利耶稣会士范礼安神父，是日本初期教会传教工作计划的最主要负责人。
可惜，好景不常，来自欧洲的水手，水兵和传教士之间的意见不合、目的不同，又加上16世纪末叶，日本德川幕府诸将军极欲讓日本各諸侯歸順，对不服从的诸侯大加讨伐，那些倾向或选择天主教的诸侯和他们的臣民更是幕府将军征讨的对象，何况天主教在日本的发展已经引起佛教和神道教的不满与反对。
就这样，日本天主教的教难成了预料中的事。1597年二十六位传教士和教友在长崎致命；其餘的迫害事件，或大或小也接踵而来，传教士和教友受到的酷刑虐待令人发指。1637年，教友人数很多的有马（Arima）一带，居民因为国君的横征暴敛，苦不堪言，而群起反抗，结果遭军队追击，逃至岛原，史称島原之亂。在这里，凡不願叛教者都遭屠杀，计有男女和儿童三万五千人。从此，日本与外界完全隔绝，处在封闭中达两百年之久。这期间，虽然没有神父，但长崎一带仍有一个教友核心团体残存下来，他们保持信德，世代相传。

### 耶穌會東亞5大學「全球領導力」課程
2008年開始，東亞4所耶穌會頂尖大學－日本上智大學、韓國西江大學、菲律賓馬尼拉雅典耀大學、台灣輔仁大學聯合開辦「全球領導力課程」（Global Leadership Program for 4 Jesuit Universities in East Asia），課程目標透過小組討論，培養現代社會的未來全球領導人。
2012年，印尼聖那塔達瑪大學加入，課程改稱「東亞5大學」。2013年，美國馬凱特大學受邀參觀。
| 年份   | 開課地點     | 東道主           | 備註                         |
| ------ | ------------ | ---------------- | ---------------------------- |
| 2008年 | 日本東京     | 上智大學         | 第1屆                        |
| 2009年 | 首爾         | 西江大學         | 第2屆                        |
| 2010年 | 菲律賓馬尼拉 | 馬尼拉雅典耀大學 | 第3屆                        |
| 2011年 | 臺灣新北     | 輔仁大學         | 第4屆                        |
| 2012年 | 日本東京     | 上智大學         | 第5屆，開始改稱「東亞5大學」 |
| 2013年 | 首爾         | 西江大學         | 第6屆                        |

## 迫害
长时间内耶稣会受到来自不同方面的迫害：他们在天主教内部以及新教敌人怀疑他们建立秘密组织，图谋不轨，而教宗起初利用它组织针对新教徒的恐怖活动和对远东传教，后来似乎担心其壮大威胁自己而开始打压。18世纪耶稣会在许多国家受到迫害，1773年在西班牙和法国的影响下，教宗克莱孟十四世解散了耶稣会；僅於不承认教宗统治的俄罗斯和普鲁士尚可继续活动。直至1814年教宗庇护七世才重新认可耶稣会。

## 外部連結
- （繁體中文）（简体中文）耶穌會中華省 （页面存档备份，存于）
- （英文）（西班牙文）耶穌會全球入口網站 （页面存档备份，存于）
- 耶稣会士中国书简集介绍 （页面存档备份，存于）
- 黃正謙：《西學東漸之序章——明末清初耶穌會史 （页面存档备份，存于）》。
- 艾尔曼：〈全球科技史研究中的比较视域：明清时期在华耶稣会士的西学 （页面存档备份，存于）〉。
- 古偉瀛：〈明末清初耶穌會士對中國經典的詮釋及其演變 （页面存档备份，存于）〉。
- 李奭學：〈中西會通新探——明末耶穌會著譯對中國文化的影響 （页面存档备份，存于）〉。
- 李奭學：〈歷史．虛構．文本性——明末耶穌會「世說」修辭學初探 （页面存档备份，存于）〉。
- 李奭學：〈如來佛的手掌心 ── 試論明末耶穌會「證道故事」裡的佛教色彩 （页面存档备份，存于）〉。
- 柯毅霖：〈本土化:晚明来华耶稣会士的传教方法 （页面存档备份，存于）〉。